# Usługa energetyczna
Usługa energetyczna – oznacza fizyczną korzyść, udogodnienie lub pożytek pochodzące z połączenia zużycia energii z wykorzystywaniem technologii energooszczędnych lub działania, które mogą obejmować czynności, utrzymanie i kontrolę niezbędne do świadczenia danej usługi, która jest świadczona na podstawie umowy i która w normalnych okolicznościach prowadzi do sprawdzalnej i wymiernej lub możliwej do oszacowania poprawy efektywności energetycznej lub do oszczędności energii pierwotnej.